# Hercostomus maculithorax
Hercostomus maculithorax är en tvåvingeart som beskrevs av Stackelberg 1931. Hercostomus maculithorax ingår i släktet Hercostomus och familjen styltflugor. Inga underarter finns listade i Catalogue of Life.